# Les Nouvelles de Tahiti

Les Nouvelles de Tahiti est un journal quotidien régional français publié à Tahiti en Polynésie française de 1957 à 2014. Le titre est racheté en 2020 par Tahiti Infos et paraît sous la forme d'un journal gratuit.

## Description
Créé en avril 1957, ce quotidien a longtemps été le plus ancien et le plus indépendant de Polynésie. Jean-Pascal Couraud fut un des rédacteurs en chef de ce quotidien.
Faute de rentabilité, les actionnaires décident de cesser la publication lors d'une réunion le 22 mai 2014 sur l'avenir des Nouvelles de Tahiti,. Le dernier numéro paraît le lendemain,.
Le titre Les Nouvelles de Tahiti est repris en mai 2020 par le groupe Fenua Communication (propriétaire de Tahiti Infos, devenant payant) qui en fait un quotidien gratuit.